# Łukasz Domagała
Łukasz Domagała (ur. 13 stycznia 1987) – polski lekkoatleta specjalizujący się w biegu na 400 metrów.

## Kariera sportowa
Medalista mistrzostw Polski seniorów ma w dorobku dwa srebrne medale (Bydgoszcz 2011 – sztafeta 4 x 400 metrów oraz Bielsko-Biała 2012 – sztafeta 4 x 400 metrów).
Rekord życiowy: bieg na 400 metrów – 46,99 (7 lipca 2012, Białogard).